# Білецький Іван Вікторович
Іва́н Ві́кторович Біле́цький (1902 , Іванівка, Херсонська губернія  — невідомо ) — український радянський діяч, голова Ровенської міської ради, заступник голови виконавчого комітету Ровенської обласної ради депутатів трудящих. Депутат Верховної ради УРСР 1–2-го скликань (з 1940 року).

## Біографія
Народився 1902 року в багатодітній родині коваля в селі Іванівці, тепер Новоархангельського району Кіровоградської області . Трудову діяльність розпочав у тринадцятирічному віці, наймитував у заможних селян.
З 1917 року працював молотобійцем у коваля-кустаря у селі Іванівці. У 1918—1919 роках — боєць червоного загону «по боротьбі з бандитизмом» у Єлисаветградському повіті, учасник громадянської війни.
Потім був організатором селянської молоді, керівником першої на селі комсомольської організації. З 1921 по 1924 рік працював головою сільської ради у Хмелівському районі Єлисаветградщини.
У 1924—1925 роках — у Червоній армії. Член ВКП(б) з 1925 року.
До 1932 року — на радянській і кооперативній роботі, був одним із організаторів колгоспів, активістом колективізації.
У 1934 році закінчив Одеську вищу сільськогосподарську школу імені Кагановича.
У 1934—1939 роках — завідувач Привільненського районного земельного відділу Одеської області; голова виконавчого комітету Привільненської районної ради депутатів трудящих Одеської (з 1937 року — Миколаївської) області.
У грудні 1939 — червні 1941 року — голова (з січня 1941 року — голова виконавчого комітету) Ровенської міської ради депутатів трудящих Ровенської області.
З жовтня 1941 року — в Червоній армії, учасник німецько-радянської війни. Служив командиром 254-ї окремої гужово-транспортної роти Західного, Сталінградського, Південного, 4-го Українського фронтів; командиром 65-го військово-дорожнього загону 5-го Військово-дорожнього управління 1-го і 2-го Білоруських фронтів. Учасник радянсько-японської війни 1945 року.
У червні 1946 року — 30 грудня 1950 року — заступник голови виконавчого комітету Ровенської обласної ради депутатів трудящих.

## Звання
- інтендант 2-го рангу
- капітан
- майор

## Нагороди
- два ордени Червоної Зірки (18.01.1944, 11.01.1945)
- орден «Знак Пошани» (23.01.1948)
- медаль «За бойові заслуги» (10.04.1943)
- медаль «За оборону Сталінграда»
- медаль «За перемогу над Німеччиною у Великій Вітчизняній війні 1941—1945 років»
- медаль «За перемогу над Японією»
- медалі